# Nuoto ai XVIII Giochi del Mediterraneo - 50 metri dorso femminili
La gara dei 50 metri dorso femminili dei XVIII Giochi del Mediterraneo si è svolta il 23 giugno 2018. Al mattino si sono svolte le batterie, mentre la finale si è disputata nel pomeriggio.

## Podio
| Pos. | Atleta          | Nazione |
| ---- | --------------- | ------- |
|      | Silvia Scalia   | Italia  |
|      | Duane Da Rocha  | Spagna  |
|      | Theodora Drakou | Grecia  |

## Record
Prima della manifestazione il record del mondo (RM) e il record dei Giochi del Mediterraneo (RG) erano i seguenti.
|  | 27"06 | Zhao Jing       | 30 luglio 2009 Roma   |
|  | 28"48 | Sanja Jovanović | 21 giugno 2013 Mersin |

Durante la competizione è stato migliorato il seguente record:
|  | 28"33 | Silvia Scalia |

## Risultati

### Batterie
| Pos. | Batteria | Corsia | Atleta             | Nazionalità | Tempo | Note |
| ---- | -------- | ------ | ------------------ | ----------- | ----- | ---- |
| 1    | 2        | 4      | Theodora Drakou    | Grecia      | 28"67 | Q    |
| 2    | 1        | 4      | Silvia Scalia      | Italia      | 28"69 | Q    |
| 3    | 1        | 5      | Duane Da Rocha     | Spagna      | 28"94 | Q    |
| 4    | 2        | 6      | Ekaterina Avramova | Turchia     | 29"04 | Q    |
| 5    | 1        | 3      | Paloma de Bordóns  | Spagna      | 29"17 | Q    |
| 6    | 2        | 5      | Tania Quaglieri    | Italia      | 29"28 | Q    |
| 7    | 2        | 3      | Camille Gheorghiu  | Francia     | 29"34 | Q    |
| 8    | 1        | 6      | Amel Melih         | Algeria     | 29"69 | Q    |
| 9    | 1        | 2      | Sezin Eligül       | Turchia     | 29"86 |      |
| 10   | 1        | 7      | Rim Ouenniche      | Tunisia     | 30"17 |      |
| 11   | 2        | 1      | Katja Fain         | Slovenia    | 30"97 |      |
| 12   | 2        | 2      | Inês Fernandes     | Portogallo  | 31"14 |      |
| 13   | 2        | 7      | Kalia Antoniou     | Cipro       | 31"32 |      |
| 14   | 1        | 1      | Fjorda Shabani     | Kosovo      | 32"17 |      |
| 15   | 2        | 8      | Eda Zeqiri         | Kosovo      | 32"36 |      |

### Finale
| Pos. | Corsia | Atleta             | Nazionalità | Tempo | Note |
| ---- | ------ | ------------------ | ----------- | ----- | ---- |
|      | 5      | Silvia Scalia      | Italia      | 28"33 |      |
|      | 3      | Duane Da Rocha     | Spagna      | 28"57 |      |
|      | 4      | Theodora Drakou    | Grecia      | 28"61 |      |
| 4    | 6      | Ekaterina Avramova | Turchia     | 28"74 |      |
| 5    | 2      | Paloma de Bordóns  | Spagna      | 28"87 |      |
| 6    | 7      | Tania Quaglieri    | Italia      | 28"92 |      |
| 7    | 1      | Camille Gheorghiu  | Francia     | 29"35 |      |
| 8    | 8      | Amel Melih         | Algeria     | 29"41 |      |